# National League (Anglia)
National League (do 2015 pod nazwą Conference National) jest piątą ligą angielską i jednocześnie najwyższą klasą rozgrywkową w National League System. W National League występują 24 zawodowe i pół-zawodowe kluby.

## Zespoły w sezonie 2024/25
| Klub                 | Pozycja w poprzednim sezonie (2023/24)   |
| -------------------- | ---------------------------------------- |
| AFC Fylde            | 18.                                      |
| Aldershot Town       | 8.                                       |
| Altrincham           | 4.                                       |
| Barnet               | 2.                                       |
| Boston United        | 6. (awans z play-offów Conference North) |
| Braintree Town       | 5. (awans z play-offów Conference South) |
| Dagenham & Redbridge | 15.                                      |
| Eastleigh            | 13.                                      |
| Ebbsfleet United     | 19.                                      |
| FC Halifax Town      | 7.                                       |
| Forest Green Rovers  | 24. (spadek z League Two)                |
| Gateshead            | 6.                                       |
| Hartlepool United    | 12.                                      |
| Maidenhead United    | 14.                                      |
| Oldham Athletic      | 10.                                      |
| Rochdale             | 11.                                      |
| Solihull Moors       | 5.                                       |
| Southend United      | 9.                                       |
| Sutton United        | 23. (spadek z League Two)                |
| Tamworth             | 1. (awans z Conference North)            |
| Wealdstone           | 16.                                      |
| Woking               | 17.                                      |
| Yeovil Town          | 1. (awans z Conference South)            |
| York City            | 20.                                      |

## Zwycięzcy National League
| Sezon   | Mistrz National League      | Zwycięzca play-off   |
| ------- | --------------------------- | -------------------- |
| 1979–80 | Altrincham**                |                      |
| 1980–81 | Altrincham** (2)            |                      |
| 1981–82 | Runcorn**                   |                      |
| 1982–83 | Enfield**                   |                      |
| 1983–84 | Maidstone United**          |                      |
| 1984–85 | Wealdstone**                |                      |
| 1985–86 | Enfield** (2)               |                      |
| 1986–87 | Scarborough*                |                      |
| 1987–88 | Lincoln City*               |                      |
| 1988–89 | Maidstone United* (2)       |                      |
| 1989–90 | Darlington*                 |                      |
| 1990–91 | Barnet*                     |                      |
| 1991–92 | Colchester United*          |                      |
| 1992–93 | Wycombe Wanderers*          |                      |
| 1993–94 | Kidderminster Harriers**    |                      |
| 1994–95 | Macclesfield Town**         |                      |
| 1995–96 | Stevenage Borough**         |                      |
| 1996–97 | Macclesfield Town* (2)      |                      |
| 1997–98 | Halifax Town*               |                      |
| 1998–99 | Cheltenham Town*            |                      |
| 1999–00 | Kidderminster Harriers* (2) |                      |
| 2000–01 | Rushden & Diamonds*         |                      |
| 2001–02 | Boston United*              |                      |
| 2002–03 | Yeovil Town*                | Doncaster Rovers*    |
| 2003–04 | Chester City*               | Shrewsbury Town*     |
| 2004–05 | Barnet* (2)                 | Carlisle United*     |
| 2005–06 | Accrington Stanley*         | Hereford United*     |
| 2006–07 | Dagenham & Redbridge*       | Morecambe*           |
| 2007–08 | Aldershot Town*             | Exeter City*         |
| 2008–09 | Burton Albion*              | Torquay United*      |
| 2009–10 | Stevenage Borough* (2)      | Oxford United*       |
| 2010–11 | Crawley Town*               | AFC Wimbledon*       |
| 2011–12 | Fleetwood Town*             | York City*           |
| 2012–13 | Mansfield Town*             | Newport County*      |
| 2013–14 | Luton Town*                 | Cambridge United*    |
| 2014–15 | Barnet* (3)                 | Bristol Rovers*      |
| 2015–16 | Cheltenham Town* (2)        | Grimsby Town*        |
| 2016–17 | Lincoln City* (2)           | Forest Green Rovers* |
| 2017–18 | Macclesfield Town* (3)      | Tranmere Rovers*     |
| 2018–19 | Leyton Orient*              | Salford City*        |
| 2019–20 | Barrow*                     | Harrogate Town*      |
| 2020–21 | Sutton United*              | Hartlepool United*   |
| 2021–22 | Stockport County*           | Grimsby Town*        |
| 2022–23 | Wrexham*                    | Notts County*        |
| 2023–24 | Chesterfield*               |                      |

* Awans do the Football League (Fourth Division do 1992, Third Division od 1992 do 2004 oraz League Two od 2004)
** Brak awansu